# Maximum Overdrive
Maximum Overdrive (1986) este un film SF de groază scris și regizat de romancierul american Stephen King. În rolurile principale interpretează Emilio Estevez, Pat Hingle. 
Scenariul se bazează vag pe povestirea lui King, „Trucks”, care a fost inclusă în prima colecție de povestiri a lui Stephen King, Night Shift.

## Prezentate
„Pe 19 iunie 1987 ora 9:47 Pământul s-a intersectat cu coada cometei Rhea-M. După calculele efectuate, Pământul va rămâne în aceasta coadă timp de 8 zile, 5 ore, 29 minute și 23 de secunde”—Începutul filmului
În timp ce Pământul trece prin coada unei comete, obiecte neînsuflețite anterior (variind de la vehicule la mașini de tuns iarba sau cuțite electrice) încep să prindă viață cu scopul e a ucide oameni. În scena dinaintea titlului, un om (scurtă apariție cameo a lui Stephen King) încearcă în zadar să scoată bani de la un bancomat ATM, în schimb i se afișează pe ecran că este un "măgar". Haosul începe în curând în timp ce mașini de tot felul prind viață și încep să atace oamenii, ridică în mod inexplicabil un pod cu trafic intens, ducând la numeroase accidente, în timp ce jocul video Little League ucide un om, un cuțit electric atacă o bucătăreasă de la o stație de benzină unde se oprește și un camion având o mascotă ca un cap de demon verde pe capotă începe să urmărească oamenii. 
Inițial, oamenii cred că radiațiile provenite de la cometa care trece prin apropiere este cauza, dar se dovedește că extratereștrii sunt aceia care controlează de la distanță mașinile de pe Pământ (camioane, autoturisme, etc.) pentru a omorî populația înainte de invazie.
„După două zile, un OZN a fost distrus de un "satelit meteorologic" rusesc care întâmplător era echipat cu o armă laser și rachete nucleare. Aproximativ șase zile mai târziu, Pământul a trecut dincolo de Rhea-M. Exact cum a fost prezis.”—Sfârșitul filmului

## Actori/Roluri
- Emilio Estevez este Bill Robinson
- Pat Hingle este Bubba Hendershot
- Laura Harrington este Brett
- Yeardley Smith este Connie
- Ellen McElduff este Wanda June
- Frankie Faison este Handy
- Leon Rippy este Brad
- Christopher Murney este Camp Loman
- John Short este Curtis
- J. C. Quinn este Duncan Keller
- Holter Graham este Deke Keller
- Barry Bell este Steve Gayton
- Patrick Miller este Joey
- J. Don Ferguson este Andy